# Gran Premio Beamonte
El Gran Premio Beamonte, también conocido como el Oaks Español, es uno de los grandes premios que se disputa desde 1952 en el Hipódromo de la Zarzuela de Madrid, durante la temporada de primavera, a finales del mes de mayo o principios de junio. La carrera está destinada a potrancas de 3 años sobre una distancia de 2.400 metros. 
Es parte de la triple corona para las potrancas junto al Gran Premio Valderas y al Gran Premio Villamejor.

## Palmarés[1][2][3]
| Gran Premio Beamonte |                                                             |                                                             |                                                             |                                                             |                                                             |
| 2025                 | SWEET CAROLINE (FR)                                         | Silvestre de Sousa                                          | Aleksandre Tsereteli                                        | Cuadra San Jose                                             | 2400m                                                       |
| 2024                 | CACCIA DI DIANA (SPA)                                       | Ricardo Nicolás Valle                                       | Óscar Anaya                                                 | Cuadra Reza Pazooki                                         | 2400m                                                       |
| 2023                 | SAFAGA (SPA)                                                | Václav Janáček                                              | Christian Delcher                                           | Cuadra Asociación La Toledana-Becares                       | 2400m                                                       |
| 2022                 | SUPER TRIP (FR)                                             | Borja Fayos                                                 | Christian Delcher                                           | Cuadra Agrado                                               | 2400m                                                       |
| 2021                 | MARACAY (SPA)                                               | Ricardo Sousa                                               | Alfonso Núñez                                               | Cuadra Toledo                                               | 2400m                                                       |
| 2020                 | NAVIA (IRE)                                                 | Václav Janáček                                              | Guillermo Arizcorreta                                       | Yeguada Rocío                                               | 2400m                                                       |
| 2019                 | VIRKA (GB)                                                  | Enzo Corallo                                                | Christophe Ferland                                          | Cuadra África                                               | 2400m                                                       |
| 2018                 | NIEVES (IRE)                                                | Julien Grosjean                                             | Jorge Antonio Rodríguez                                     | Cuadra Palomares                                            | 2400m                                                       |
| 2017                 | WINFOLA (FR)                                                | Emilien Révolte                                             | Xabier Thomas Demeaulte                                     | Cuadra Roberto Cocheteux                                    | 2400m                                                       |
| 2016                 | NOCTALIA (FR)                                               | Václav Janáček                                              | Guillermo Arizkorreta                                       | Cuadra Clavileño                                            | 2400m                                                       |
| 2015                 | No se disputó esta edición                                  | No se disputó esta edición                                  | No se disputó esta edición                                  | No se disputó esta edición                                  | No se disputó esta edición                                  |
| 2014                 | CHAROSCA (SPA)                                              | Óscar Ortiz de Urbina                                       | Jesús López                                                 | Yeguada Iliberis                                            | 2400m                                                       |
| 2013                 | NAVARRA (SPA)                                               | Václav Janáček                                              | Guillermo Arizcorreta                                       | Cuadra Popular                                              | 2400m                                                       |
| 2012                 | OPIKKOPI (SPA)                                              | Václav Janáček                                              | Guillermo Arizcorreta                                       | Cuadra Ussía-Figueroa                                       | 2200m                                                       |
| 2011                 | CLUNIA (IRE)                                                | Borja Fayos                                                 | Gerardo Villarta                                            | Cuadra Brazacorta                                           | 2200m                                                       |
| 2010                 | NARYA (IRE)                                                 | Jorge Horcajada                                             | Mauricio Delcher Sánchez                                    | Cuadra Miranda                                              | 2200m                                                       |
| 2009                 | CARLOTA (SPA)                                               | Borja Fayos                                                 | Francisco Galdeano Rodríguez                                | Cuadra Tolosana                                             | 2200m                                                       |
| 2008                 | LA GALERNA (IRE)                                            | Matías Borrego                                              | Yan Durepaire                                               | Cuadra La Cincha                                            | 2200m                                                       |
| 2007                 | GOLDING STAR (FR)                                           | Borja Fayos                                                 | José Carlos Lopera                                          | Cuadra Helping Hand Real Estate                             | 2200m                                                       |
| 2006                 | EPATHA (IRE)                                                | Ioritz Mendizábal                                           | Jean Claude Rouget                                          | Cuadra Marquesa de Moratalla                                | 2200m                                                       |
| 2005 - 1997          | No se disputó debido al cierre del Hipódromo de la Zarzuela | No se disputó debido al cierre del Hipódromo de la Zarzuela | No se disputó debido al cierre del Hipódromo de la Zarzuela | No se disputó debido al cierre del Hipódromo de la Zarzuela | No se disputó debido al cierre del Hipódromo de la Zarzuela |
| 1996                 | SUA (IRE)                                                   | Sergio Vidal                                                | Mauricio Delcher Poulies                                    | Cuadra Valle de Anleo                                       | 2400m                                                       |
| 1995                 | RIAZA (GB)                                                  | R. Hughes                                                   | Mauricio Delcher Sánchez                                    | Cuadra Albares                                              | 2400m                                                       |
| 1994                 | YOUNG ROZY (FR)                                             | D. Harrison                                                 | Miguel Alonso Gómez                                         | Cuadra Asturias                                             | 2400m                                                       |
| 1993                 | LAGUNA (SPA)                                                | K. Darley                                                   | Miguel Alonso Gómez                                         | Cuadra Rosales                                              | 2400m                                                       |
| 1992                 | DOUBERTA (FR)                                               | Florentino González                                         | Román Martín Sánchez                                        | Cuadra Madrileña                                            | 2400m                                                       |
| 1991                 | VILLA MAGNA (FR)                                            | Florentino González                                         | A. Mora                                                     | Cuadra Madueño                                              | 2400m                                                       |
| 1990                 | ROBERTIYA (FR)                                              | Juan Carlos Jarcovsky                                       | Enrique Bedouret                                            | Cuadra Alborada                                             | 2400m                                                       |
| 1989                 | RAPACIÑA (SPA)                                              | Roman Martín Vidania                                        | Román Martín Sánchez                                        | Cuadra La Cincha                                            | 2400m                                                       |
| 1988                 | NAMANTI (IRE)                                               | Bartolomé Gelabert                                          | Claudio Carudel                                             | Cuadra Rosales                                              | 2400m                                                       |
| 1987                 | TERESA (SPA)                                                | Claudio Carudel                                             | Claudio Carudel                                             | Cuadra Rosales                                              | 2400m                                                       |
| 1986                 | PEARL ISLAND (FR)                                           | Florentino González                                         | Luis Maroto                                                 | Cuadra Levante                                              | 2200m                                                       |
| 1985                 | ENIX (FR)                                                   | Tony Ives                                                   | Miguel Alonso Gómez                                         | Cuadra Pando                                                | 2200m                                                       |
| 1984                 | FALLA (SPA)                                                 | Vicente Cañizo                                              | Carlos Manuel Corvalán                                      | Cuadra Rosales                                              | 2100m                                                       |
| 1983                 | ZAMBIA (SPA)                                                | Francisco Rodríguez                                         | Luis Maroto                                                 | Cuadra Larrainzar                                           | 2100m                                                       |
| 1982                 | LEYLA (SPA)                                                 | Claudio Carudel                                             | Fulgencio de Diego                                          | Cuadra Rosales                                              | 2100m                                                       |
| 1981                 | VALINSKA (SPA)                                              | Diego Martínez                                              | Gualberto Pérez                                             | Cuadra Motrico                                              | 2100m                                                       |
| 1980                 | HELINA (SPA)                                                | Claudio Carudel                                             | Fulgencio de Diego                                          | Cuadra Rosales                                              | 2100m                                                       |
| 1979                 | SACARA (SPA)                                                | Claudio Carudel                                             | Fulgencio de Diego                                          | Cuadra Rosales                                              | 2100m                                                       |
| 1978                 | TOCAYA (SPA)                                                | Ceferino Carrasco                                           | Luis Maroto                                                 | Yeguada Cataluña                                            | 2100m                                                       |
| 1977                 | FELISCOA (SPA)                                              | Diego Martínez                                              | Ángel Antonio Penna                                         | Cuadra Mendoza                                              | 2100m                                                       |
| 1976                 | DILUVIO (SPA)                                               | José Antonio Borrego                                        | Fulgencio de Diego                                          | Cuadra Rosales                                              | 2100m                                                       |
| 1975                 | NESKA (SPA)                                                 | Paulino García                                              | Manuel García                                               | Cuadra José Luis Agulló                                     | 2100m                                                       |
| 1974                 | AGRESIVA (SPA)                                              | Claudio Carudel                                             | Fulgencio de Diego                                          | Cuadra Rosales                                              | 2100m                                                       |
| 1973                 | PENTAGONA (SPA)                                             | Claudio Carudel                                             | Fulgencio de Diego                                          | Cuadra Rosales                                              | 2100m                                                       |
| 1972                 | DELFICA (GB)                                                | Lester Piggott                                              | Enrique Romera                                              | Cuadra Ondar Etxe                                           | 2100m                                                       |
| 1971                 | JAZMIN IV (SPA)                                             | Román Martín Sánchez                                        | Fulgencio de Diego                                          | Cuadra Rosales                                              | 2100m                                                       |
| 1970                 | ITHACA (SPA)                                                | Román Martín Sánchez                                        | Fernando Sanz                                               | Yeguada Militar                                             | 2100m                                                       |
| 1969                 | KATIMBA (SPA)                                               | Claudio Carudel                                             | Jesús Méndez                                                | Cuadra Conde de Villapadierna                               | 2100m                                                       |
| 1968                 | GUARANI (SPA)                                               | José Antonio Borrego                                        | Jesús Méndez                                                | Yeguada Donostiarra                                         | 2100m                                                       |
| 1967                 | LA SCANDALOSSA (SPA)                                        | José Antonio Borrego                                        | Jesús Méndez                                                | Cuadra Conde de Villapadierna                               | 2100m                                                       |
| 1966                 | EUREKA (SPA)                                                | Max Joseph Brahonski                                        | André Carudel                                               | Cuadra Dos Estrellas                                        | 2100m                                                       |
| 1965                 | PINTACUDA (SPA)                                             | Aurelio Tallón                                              | Luis Morán                                                  | Cuadra Luis Morán Álvarez                                   | 2100m                                                       |
| 1964                 | GLORIA (SPA)                                                | Claudio Carudel                                             | Enrique Romera                                              | Yeguada Figueroa                                            | 2100m                                                       |
| 1963                 | KOSHKA (GB)                                                 | Claudio Carudel                                             | Fernando Gazapo                                             | Cuadra Esperanza                                            | 2100m                                                       |
| 1962                 | TOKARA (SPA)                                                | Claudio Carudel                                             | Jesús Méndez                                                | Cuadra Ramón Beamonte                                       | 2100m                                                       |
| 1961                 | FOLIE (SPA)                                                 | Claudio Carudel                                             | Jesús Méndez                                                | Cuadra Ramón Beamonte                                       | 2100m                                                       |
| 1960                 | TRACIA (SPA)                                                | Claudio Carudel                                             | Jesús Méndez                                                | Cuadra Ramón Beamonte                                       | 2100m                                                       |
| 1959                 | UBAJAY (SPA)                                                | Carlos Díez                                                 | Rafael Ribas                                                | Yeguada Militar                                             | 2100m                                                       |
| 1958                 | RITA (FR)                                                   | Claudio Carudel                                             | Vicente Díez                                                | Cuadra José Gandarias                                       | 2000m                                                       |
| 1957                 | SATODILLA (SPA)                                             | Juan Vicente Chavarrías                                     | Georges Higson                                              | Yeguada Donostiarra                                         | 2000m                                                       |
| 1956                 | CANELA (GB)                                                 | Carlos Díez                                                 | Federico García                                             | Cuadra Ramón Beamonte                                       | 2000m                                                       |
| 1955                 | POEMA (GB)                                                  | Juan Vicente Chavarrías                                     | Emilio Ceca                                                 | Cuadra Antonio Blasco                                       | 2000m                                                       |
| 1954                 | COLLEEN (GB)                                                | Carlos Díez                                                 | Vicente Díez                                                | Cuadra Satrustegui-Padilla                                  | 2000m                                                       |
| 1953                 | ASCAR (SPA)                                                 | Carlos Díez                                                 | Vicente Díez                                                | Cuadra Juan Galobart                                        | 2000m                                                       |
| 1952                 | EDERRA (SPA)                                                | Carlos Díez                                                 | Vicente Díez                                                | Cuadra Juan Galobart                                        | 2000m                                                       |